# Rani ki vav
De Rani ki vav (Engels: Queen’s Stepwell) is een typische rijkelijk versierde Indiase waterput, toegankelijk met trappen, in Patan, de hoofdstad van het district Patan in de staat Gujarat en de historische hoofdstad van Gujarat zelf. De site werd in 2014 opgenomen op de werelderfgoedlijst van UNESCO.
Patan, toen Anhilpur Patan genoemd, was in het tijdperk van koning Siddharja Jaysingh de hoofdstad van Gujarat. De Rani ki vav dateert uit het tijdperk van de Solanki's en de Chalukya's. De waterput werd in de 11e eeuw gebouwd ter nagedachtenis aan de Solanki-koning Bhimdev I. Het puttencomplex is 64 meter lang, 20 meter breed en 27 meter diep. Vanaf de waterput vertrok ook een 30 kilometer lange tunnel naar Sidhpur.
De meeste versieringen zijn ter ere van Vishnu, in de vorm van de avatars Kalkin, Rama, Varaha en andere.

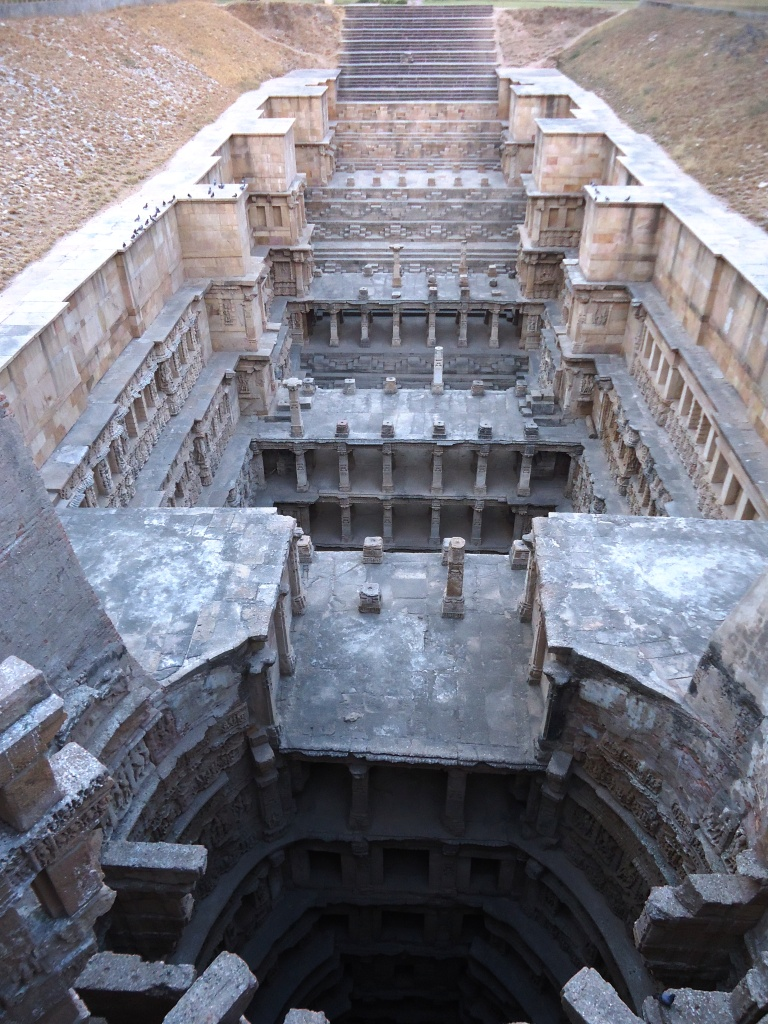
Zicht van bovenaf op de Rani ki vav

Grotten van Ajanta · Grotten van Ellora · Fort van Agra · Taj Mahal · Zonnetempel van Konárak · Monumentengroep bij Mahabalipuram · Nationaal park Kaziranga · Wildpark Manas · Nationaal Park Keoladeo · Kerken en kloosters van Goa · Monumentengroep bij Khajuraho · Monumentengroep bij Hampi · Fatehpur Sikri · Monumentengroep bij Pattadakal · Grotten van Elephanta · Chola-tempels · Nationaal park Sundarbans · Nationale parken Nanda Devi en Bloemenvallei · Boeddhistische monumenten bij Sanchi · Humayuns tombe, Delhi · Qutb Minar en zijn monumenten, Delhi · Bergspoorwegen van India · Mahabodhitempel · Rotsschuilplaatsen van Bhimbetka · Archeologisch park Champaner-Pavagadh · Chhatrapati Shivaji Terminus (voormalig Victoria Station) · Rode Fortcomplex · Heuvelforten van Rajasthan · Rani ki vav (the Queen’s Stepwell) in Patan, Gujarat · Nationaal park Great Himalayan · Nationaal park Khangchendzonga · Architecturaal werk van Le Corbusier (Hoofdstedelijk gebouwencomplex van Chandigarh) · Archeologische site Nalanda Mahavihara (universiteit van Nalanda) in Nalanda, Bihar · Historische stad Ahmadabad · Ensembles van neogotiek en art deco in Mumbai · De stad Jaipur, Rajasthan · Kakatiya Rudreshwara (Ramappatempel) · Dholavira: een stad van de Harappabeschaving · Moidams - het grafheuvelsysteem van de Ahomdynastie